# 也格孜托别乡
也格孜托别乡，是中华人民共和国新疆维吾尔自治区阿勒泰地区布尔津县下辖的一个乡镇级行政单位。

## 行政区划
也格孜托别乡下辖以下地区：
托普铁热克村、也格孜托别村、喀拉阿尕什村、克孜勒托盖村、克孜勒加尔村、江阿塔勒村、阔斯阿尔阿勒村、吉迭勒村和尔格尔胡木村。